# International Basketball Association 1995-1996
La stagione IBA 1995-96 fu la prima della International Basketball Association. Parteciparono 5 squadre in un unico girone.

## Squadre partecipanti
- Black Hills Posse
- Dakota Wizards
- Fargo-Moor. Beez
- S.C. Rock'n Rollers
- Winnipeg Cyclone

## Classifica
| Squadra                  | V  | P  | %    | GB |
| ------------------------ | -- | -- | ---- | -- |
| Black Hills Posse        | 20 | 4  | 83,3 | -  |
| Winnipeg Cyclone         | 14 | 10 | 58,3 | 6  |
| Fargo-Moorhead Beez      | 10 | 14 | 41,7 | 10 |
| St. Cloud Rock'n Rollers | 8  | 16 | 33,3 | 12 |
| Dakota Wizards           | 7  | 17 | 29,2 | 13 |

## Play-off

### Semifinali
|  | Winnipeg Cyclone | 90 – 86 | Fargo-Moorhead Beez |  |

|  | Fargo-Moorhead Beez | 84 – 83 | Winnipeg Cyclone |  |

|  | Fargo-Moorhead Beez | 97 – 87 | Winnipeg Cyclone |  |

|  | Black Hills Posse | 110 – 98 | St. Cloud Rock'n Rollers |  |

|  | Black Hills Posse | 103 – 91 | St. Cloud Rock'n Rollers |  |

### Finale
|  | Black Hills Posse | – | Fargo-Moorhead Beez |  |

|  | Black Hills Posse | – | Fargo-Moorhead Beez |  |

|  | Fargo-Moorhead Beez | 84 – 82 | Black Hills Posse |  |

### Tabellone
|  | Semifinali | Semifinali     | Semifinali     |                |             | Finale      | Finale | Finale |  |
|  |            |                |                |                |             |             |        |        |  |
|  | 1          | Black Hills    | 2              |                |             |             |        |        |  |
|  | 1          | Black Hills    | 2              |                |             |             |        |        |  |
|  | 4          | St. Cloud      | 0              |                |             |             |        |        |  |
|  | 4          | St. Cloud      | 0              |                | Black Hills | Black Hills | 1      |        |  |
|  |            |                |                |                | Black Hills | Black Hills | 1      |        |  |
|  |            |                | Fargo-Moorhead | Fargo-Moorhead | 2           |             |        |        |  |
|  | 3          | Fargo-Moorhead | Fargo-Moorhead | Fargo-Moorhead | 2           | 2           |        |        |  |
|  | 3          | Fargo-Moorhead |                |                |             |             |        |        |  |
|  | 2          | Winnipeg       | 1              |                |             |             |        |        |  |

## Vincitore
| Campione IBA 1996               |
| ------------------------------- |
| Fargo-Moorhead Beez (1º titolo) |

## Statistiche
| Categoria             | Giocatore     | Squadra             | Stat |
| --------------------- | ------------- | ------------------- | ---- |
| Punti per gara        | Isaac Burton  | Black Hills Posse   | 24,0 |
| Rimbalzi per gara     | Erik Coleman  | Black Hills Posse   | 10,0 |
| Assist per gara       | Townsend Orr  | Fargo-Moorhead Beez | 7,8  |
| Palle rubate per gara | Isaac Burton  | Black Hills Posse   | 2,5  |
| Stoppate per gara     | Shane Drisdom | Winnipeg Cyclone    | 3,2  |
| FG%                   | Keith Johnson | Black Hills Posse   | 60,9 |
| FT%                   | David Vik     | Dakota Wizards      | 91,2 |

## Premi IBA
- IBA Most Valuable Player: Isaac Burton, Black Hills Posse
- IBA Coach of the Year: Duane Ticknor, Black Hills Posse
- All-IBA First Team
  - Isaac Burton, Black Hills Posse
  - Antoine Gillespie, Black Hills Posse
  - Townsend Orr, Fargo-Moorhead Beez
  - Nate Tubbs, St. Cloud Rock'n Rollers
  - David Vik, Dakota Wizards
- All-IBA Second Team
  - Luther Burks, Winnipeg Cyclone
  - Erik Coleman, Black Hills Posse
  - Nate Driggers, Dakota Wizards
  - Alvin Mobley, St. Cloud Rock'n Rollers
  - Todd Johnson, Fargo-Moorhead Beez
- IBA Honorable Mention
  - Shane Drisdom, Winnipeg Cyclone
  - Kwesi Coleman, Winnipeg Cyclone
  - Marcus Grant, Black Hills Posse
  - Chris Baker, St. Cloud Rock'n Rollers
  - Mike Moore, Dakota Wizards